# عزبة الطبيب
عزبة الطبيب  قرية من قرى الضفة الغربية وتتبع محافظة قلقيلية، ومن القرى التي وقعت في حرب 1967.
ويكون السيد حمد عبد الله الطبيب (رحمه الله) هو المؤسس الحقيقي لعزبة الطبيب.
وهي قرية تحتوي على 53 بيتا ويسكنها 270 نسمة، بنيت في عشرينات القرن الماضي، وتقع اليوم في المناطق المصنفة «ج» بحسب مبادئ أوسلو.

## الاستيطان

### جدار الفصل العنصري
يهدد جدار الفصل العنصري الذي تقيمه إسرائيل في ضم مساحات من أراضي القرية، حيث أن وقوع القرية قرب طريق 55 السريع وبحجة منع احتمالية إلقاء الحجارة من القرية إلى الطريق السريع، تخطط سلطات الاحتلال الإسرائيلية لبناء جدارين تفصل بينهما منطقة عازلة من أراضي الفلسطينيين، فاصلة القرية عن الطريق السريع وضامّة أراض زراعية حيوية.
كما أن القرية خسرت 45% من أراضيها عبر مصادرتها لصالح الجدار. ويُجبَر المزارعون لتقديم طلبات للحصول على تصاريح للوصول إلى اراضيهم القريبة من الطريق السريع، ولكنهم نادرا ما يحصلون على مثل هذه التصاريح، وعند الحصول عليها، فهم يحصلون علي إذن لمزارع واحد في كل مرة.